# Macrolabis laserpitii
Macrolabis laserpitii är en tvåvingeart som beskrevs av Rubsaamen 1917. Macrolabis laserpitii ingår i släktet Macrolabis och familjen gallmyggor. Inga underarter finns listade i Catalogue of Life.